# Koliha malá

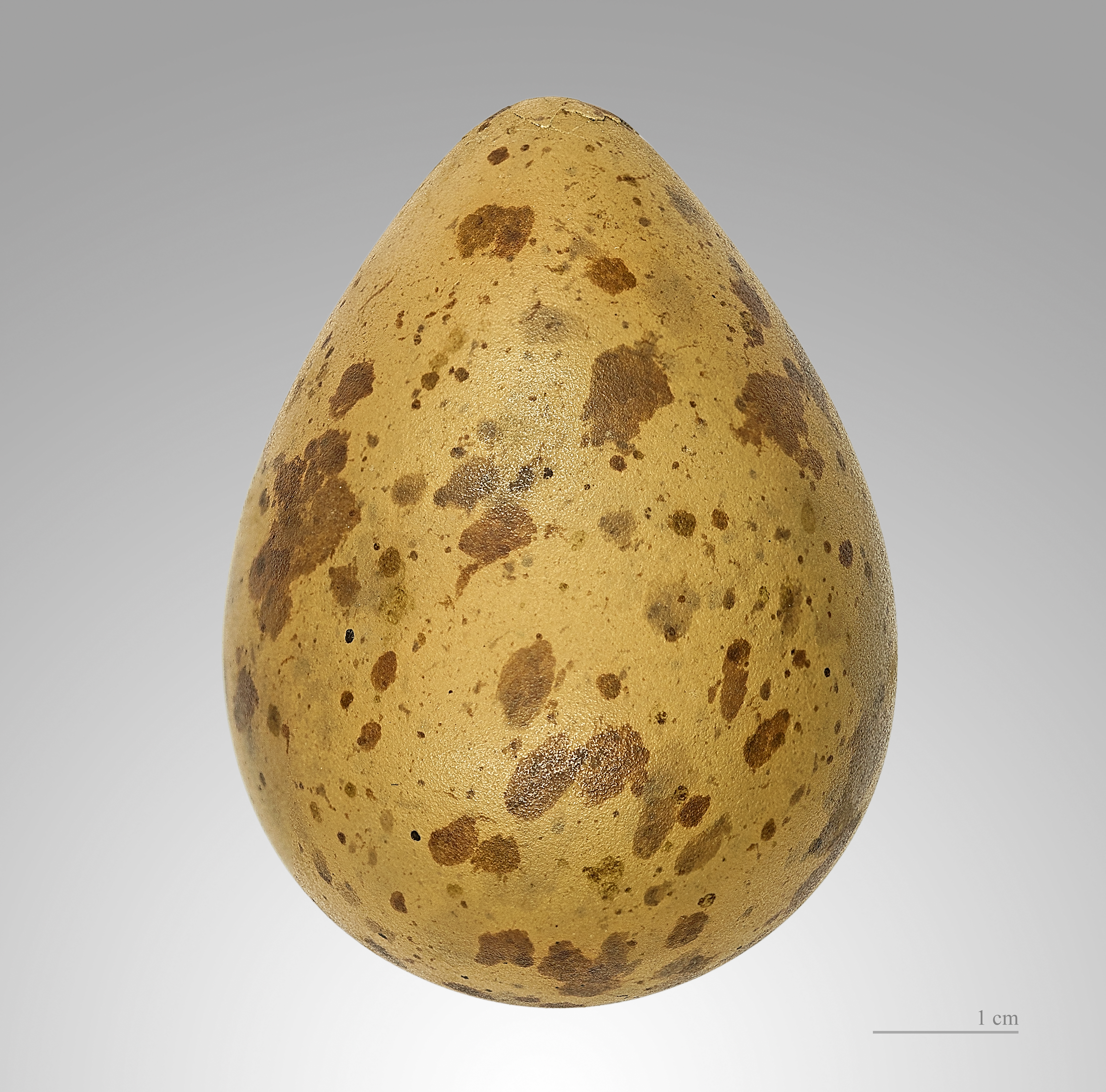
Numenius phaeopus

Koliha malá (Numenius phaeopus) je velký bahňák z čeledi slukovitých.
Dorůstá 37–45 cm, samice jsou mírně větší. Je převážně našedle hnědá se světlejší hlavou a končetinami a dlouhým zahnutým zobákem, obě pohlaví jsou si přitom zbarvením velice podobná. Koliha malá bývá nejčastěji zaměňována s jinými druhy kolih, na rozdíl od kterých je obecně menší, má kratší zobák a tmavé temeno s bílým pruhem uprostřed. Ozývá se hráškovitým pyjyjyjyt.
Náleží k nejrozšířenějším kolihám. Hnízdí na rozsáhlém území subarktické Severní Ameriky, Evropy a Asie. Je tažná, zimuje na pobřeží Afriky, Jižní Ameriky, jižní Asie, Austrálie a na jihu Severní Ameriky. V České republice se zdržuje od února do září.
Potravu hledá nejčastěji v bahně, které prohledává pomocí svého dlouhého zobáku. Požírá malé bezobratlé živočichy a kraby, během tahů tvoří významnou část její potravy i bobule. Hnízdí v malé jamce, kam klade 3–5 vajec, na kterých sedí střídavě oba rodiče po dobu 22–28 dnů. V případě ohrožení hnízda nebo mláďat bývá velmi útočná.